# Adis Lagumdzija
Adis Lagumdzija (Sarajevo, 29 de março de 1999) é um jogador de voleibol turco que atua na posição de oposto.

## Carreira

### Clube
Lagumdzija iniciou sua carreira nas categorias de base do Galatasaray em 2013, clube com o qual estreou profissionalmente na primeira divisão do  Campeonato Turco. Aos 16 anos de idade, durante a temporada 2015–16, Lagumdzija conquistou o título da Copa dos Balcãs de 2016 com o Galatasaray. Na temporada 2017–18, Adis foi transferido para o Arkas Spor, onde jogou por três anos.
Na temporada 2020–21, o atleta turco fez sua estreia internacional após assinar com o Vero Volley Monza, time da primeira divisão do campeonato italiano. Na temporada seguinte, permanecendo em solo italiano, o oposto assinou com o Gas Sales Bluenergy Piacenza.
Em junho de 2022, Lagumdzija foi anunciado como o novo reforço do Valsa Group Modena, clube com o qual conquistou o título da Copa CEV de 2022–23, sendo eleito o melhor jogador da competição.
Para a temporada 2023–24, Lagumdzija assina com o Cucine Lube Civitanova, ainda na primeira divisão italiana, um contrato de dois anos.

### Seleção
Lagumdzija foi convocado para defender a seleção turca sub-19, conquistando a medalha de bronze nos Campeonatos Europeus da categoria nas edições de 2015 e 2017, sendo agraciado com o prêmio de MVP nesta última ocasião. Com a seleção sub-20, participou dos Campeonatos Europeus de 2016 e 2018, enquanto com o sub-21 participou do Campeonato Mundial de 2017.
Em 2018, estreou na seleção adulta, conquistando a medalha de bronze na Liga Europeia, torneio em que conquistou a medalha de ouro nas edições de 2019 e 2021, sendo premiado, nesta última edição, como melhor jogador.
Em 2022, conquistou a medalha de prata na Liga Europeia e na Challenger Cup. Na edição realizada em 2023 desta última competição, subiu no lugar mais alto do pódio, o que qualificou seu país pela primeira vez para a disputa da Liga das Nações.

## Vida pessoal
Apesar de ter nascido em Sarajevo, na Bósnia e Herzegovina, Lagumdzija defende as cores da seleção turca. O atleta obteve a sua naturalização em 2014.

## Títulos
Galatasaray
- Copa BVA: 2016

Modena Volley
- Copa CEV: 2022–23

## Clubes
| Anos      | Clube                        |
| --------- | ---------------------------- |
| 2015–2017 | Galatasaray HDI Istanbul     |
| 2017–2020 | Arkas Spor                   |
| 2020–2021 | Vero Volley Monza            |
| 2021–2022 | Gas Sales Bluenergy Piacenza |
| 2022–2023 | Valsa Group Modena           |
| 2023–     | Cucine Lube Civitanova       |

## Prêmios individuais
- 2017: Campeonato Europeu Sub-19 – MVP
- 2021: Liga Europeia – MVP
- 2023: Copa CEV – MVP